# Sân vận động Omar Bongo
Sân vận động Omar Bongo (tiếng Pháp: Stade Omar Bongo) là một sân vận động đa năng ở Libreville, Gabon. Sân hiện đang được sử dụng chủ yếu cho các trận đấu bóng đá. Sân phục vụ như một sân nhà của FC 105 Libreville. Sân vận động có sức chứa 41.000 người. Sân được đặt theo tên của Omar Bongo, người từng là Tổng thống Gabon từ năm 1967 đến năm 2009.